# Kdo přežije: Filipíny
Kdo přežije: Filipíny (v anglickém originále Survivor: Philippines) je dvacátá pátá řada americké reality show Kdo přežije. Natáčela se od března do dubna roku 2012 a premiérově byla vysílána na CBS od 19. září do 16. prosince 2012. Na českých obrazovkách byla poprvé uvedena na TV Prima od 7. do 27. března 2017.

## Poloha a doba natáčení
Série se odehrávala na Filipínách konkrétně v oblasti Caramoan. Natáčela se od 18. března do 25. dubna 2012.

## Trosečníci
Skupina trosečníků byla složena z 15 nových trosečníků a tří navrátilců, kteří byli v jiné řadě evakuováni. Trosečníci byli rozděleni do tří kmenů: Tandang, Kalabaw a Matsing, což v tagalogu znamená "kohout", "carabao" (buvol) a "opice" a začali jedno z největších dobrodružství svého života. Později byli zbylí trosečníci sloučeni do kmene Dangrayne (název vznikl z anglického "it's a damn rain!", což poprvé navrhl navrátilec Johnatan Penner). Vyhrát ale nemohli všichni. Čtrnáct z nich bylo vyloučeno, jedna byla evakuována, posledních 8 vyloučených vytvořilo porotu, 3 poslední před ní předstoupili, ale jen jeden vyhrál šek na milion dolarů a titul Poslední přeživší. Tou se po třiceti devíti dnech stala Denise Stapley.
| Soutěžící                                                            | Kmen    | Kmen                | Kmen                | Vyloučení                             | Umístění          |
| Soutěžící                                                            | Původní | Absorbovaný         | Sloučený            | Vyloučení                             | Umístění          |
| -------------------------------------------------------------------- | ------- | ------------------- | ------------------- | ------------------------------------- | ----------------- |
| Zane Knight 28 let, Danville, VA                                     | Matsing |                     |                     | 1. vyloučený Den 3                    | 18.               |
| Roxy Morris 28 let, Brooklyn, NY                                     | Matsing | 2. vyloučená Den 6  | 17.                 |                                       |                   |
| Angie Layton 20 let, Provo, UT                                       | Matsing | 3. vyloučená Den 8  | 16.                 |                                       |                   |
| Russel Swan 45 let, Glenside, PA Samoa                               | Matsing | 4. vyloučený Den 10 | 15.                 |                                       |                   |
| Dana Lambert 32 let, Winston-Salem, NC                               | Kalabaw | Kalabaw             | Evakuována Den 12   | 14.                                   |                   |
| Sarah Dawson 28 let, Silver Spring, MD                               | Kalabaw | Kalabaw             | 5. vyloučená Den 13 | 13.                                   |                   |
| Katie Hanson 22 let, Newark, DE                                      | Kalabaw | Kalabaw             | 6. vyloučená Den 16 | 12.                                   |                   |
| Roberta "RC" Saint-Amour 27 let, New York City, NY                   | Tandang | Tandang             | Dangrayne           | 7. vyloučená 1. členka poroty Den 19  | 11.               |
| Jeff Kent 44 let, Austin, TX                                         | Kalabaw | Kalabaw             | Dangrayne           | 8. vyloučený 2. člen poroty Den 22    | 10.               |
| Artis Silvester 53 let, Terrytown, LA                                | Tandang | Tandang             | Dangrayne           | 9. vyloučený 3. člen poroty Den 25    | 9.                |
| Pete Yurkowski 24 let, Holmdel, NJ                                   | Tandang | Tandang             | Dangrayne           | 10. vyloučený 4. člen poroty Den 27   | 8.                |
| Jonathan Penner 50 let, Los Angeles, CA Cookovy ostrovy & Mikronésie | Kalabaw | Kalabaw             | Dangrayne           | 11. vyloučený 5. člen poroty Den 30   | 7.                |
| Carter Williams 23 let, Shawnee, KS                                  | Kalabaw | Kalabaw             | Dangrayne           | 12. vyloučený 6. člen poroty Den 33   | 6.                |
| Abi-Maria Gomes 32 let, Los Angeles, CA                              | Tandang | Tandang             | Dangrayne           | 13. vyloučená 7. členka poroty Den 36 | 5.                |
| Malcolm Freberg 25 let, Hermosa Beach, CA                            | Matsing | Tandang             | Dangrayne           | 14. vyloučený 8. člen poroty Den 38   | 4.                |
| Lisa Whelchel 49 let, Dallas, TX                                     | Tandang | Tandang             | Dangrayne           | Druzí                                 | 2. - 3.           |
| Michael Skupin 50 let, White Lake, MI Austrálie                      | Tandang | Tandang             | Dangrayne           | Druzí                                 | 2. - 3.           |
| Denise Stapley 41 let, Cedar Rapids, IA                              | Matsing | Kalabaw             | Dangrayne           | Poslední přeživší                     | Poslední přeživší |

### Budoucí návraty trosečníků
Po odvysílání Kdo přežije: Filipíny se Malcolm Freberg vrátil hned v další řade Kdo přežije: Caramoan a později se také objevil v Survivor: Game Changers. Abi-Maria Gomes se vrátila v Survivor: Cambodia. Denise Stapley se vrátila v Survivor: Winners at War jako jedna z vítězů soutěže.